# Mauro Sandreani
Mauro Sandreani (Roma, 26 de septiembre de 1954) es un entrenador de fútbol y exfutbolista italiano, ha jugado como defensor y centrocampista y actualmente es colaborador técnico del S. S. C. Napoli.

## Carrera

### Club
Criado en Roma, jugó principalmente en Lanerossi Vicenza, en la temporada 1978-79 en Génova, y más tarde en Módena, y luego terminó su carrera prematuramente debido a lesiones graves. En su carrera, jugó 31 partidos en la Serie A y 78 partidos y 2 goles en la Serie B.

### Entrenador
De 1988 a 1989 fue el entrenador asistente de Perugia con Mario Colautti, mientras que de 1989 a 1991 fue diputado en Padova de Enzo Ferrari y Mario Colautti. Como entrenador comenzó en 1991 y en 1994 ascendió al Padova de la Serie B a la A, liderando por dos temporadas en la categoría más alta. En 1995, Sandreani superó el supercorso de Coverciano con las mejores calificaciones con una tesis sobre el sistema 5-3-2. En 1997 dirigió a Ravenna. El 3 de marzo de 1998 renunció al equipo del equipo Romagna, el 18 de agosto se convirtió en entrenador del Empoli en la Serie A pero es destituido el 16 de febrero de 1999. El 30 de junio de 1999 se hizo el entrenador del Club Deportivo Tenerife de la segunda división española, pero el 4 de octubre es destituido. La última experiencia es con el Treviso. Decidió abandonar su carrera como entrenador, dedicándose a la búsqueda de nuevos talentos. Desde 2004 es observador en nombre de Juventus, y su buen trabajo le ha valido el nombramiento como coordinador de observadores desde el 5 de octubre de 2006. Durante el retiro de la temporada 2013-14, la dirección de la Juventus le asignó temporalmente el puesto de gerente técnico de los entrenadores juveniles; desde el 12 de julio se convierte en colaborador técnico de Antonio Conte para el primer equipo, regresando luego, después de doce años, al trabajo de campo. El 16 de julio de 2014 fue relevado de sus funciones luego de la renuncia de Conte. El 19 de agosto, con la firma del técnico de Salento como comisionado técnico de la selección, Sandreani se une al equipo azul como colaborador técnico.

### Comentarista
Ha sido comentarista de las cadenas de televisión RAI, apoyando al comentarista en los partidos oficiales del equipo nacional. Con la explosión del escándalo del fútbol italiano de 2006, él hace el papel de observador de la Serie B que Luciano Moggi le había confiado en 2004, suspendido de todos los cargos y expulsado de los servicios periodísticos y deportivos de la televisión estatal.
Sandreani es el segundo comentarista del videojuego Pro Evolution Soccer, desde PES 4 hasta PES 2008, junto con el comentarista Marco Civoli.

## Trayectoria

### Jugador
| Periodo   | Club          | País   | Partidos | Goles |
| 1973–1977 | Roma          | Italia | 31       | 0     |
| 1977–1978 | L. R. Vicenza | Italia | 0        | 0     |
| 1978–1979 | Genoa         | Italia | 22       | 2     |
| 1979–1981 | L. R. Vicenza | Italia | 56       | 0     |
| 1981–1982 | Modena        | Italia | 9        | 0     |
| 1982–1983 | Fano          | Italia | 25       | 0     |
| 1983–1984 | Rimini        | Italia | 19       | 0     |
| 1986–1987 | Vis Pesaro    | Italia | 25       | 0     |
| Total     | Total         | Total  | 412      | 2     |

### Entrenador
| Periodo   | Equipos            | País   | Partidos | % Victorias | % Derrotas | % Empates |
| --------- | ------------------ | ------ | -------- | ----------- | ---------- | --------- |
| 1988-1989 | Perugia            | Italia | -        | -           | -          | -         |
| 1989-1992 | Padova (segundo)   | Italia | 6        | 33 %        | 16 %       | 66 %      |
| 1992-1996 | Padova             | Italia | 144      | 32 %        | 40 %       | 27 %      |
| 1996-1997 | Torino             | Italia | -        | -           | -          | -         |
| 1997-1998 | Ravenna            | Italia | -        | -           | -          | -         |
| 1998-1999 | Empoli             | Italia | 21       | 14 %        | 48 %       | 38 %      |
| 1999-2000 | Tenerife           | España | 7        | 29 %        | 43 %       | 29 %      |
| 2001      | Treviso            | Italia | -        | -           | -          | -         |
| 2013-2014 | Juventus (segundo) | Italia | -        | -           | -          | -         |
| 2014-2016 | Italia (segundo)   | Italia | -        | -           | -          | -         |

#### Estadísticas por competición
| Competición           | País   | Mayor posición alcanzada | Partidos | % Victorias | % Empates | % Derrotas | % Goles a favor | % Goles en contra |
| Segunda División      | España | 8                        | 7        | 29 %        | 29 %      | 43 %       | 1               | 1.29              |
| Liguilla Serie A      | Italia | Final                    | 1        | 0 %         | 100 %     | 0 %        | 1               | 1                 |
| Copa Italia de Italia | Italia | Segunda fase             | 10       | 30%         | 20 %      | 50 %       | 0.9             | 1.5               |
| Serie A               | Italia | 81                       | 89       | 25 %        | 17 %      | 58 %       | 1.09            | 1.94              |
| Serie B               | Italia | 128                      | 83       | 36 %        | 46 %      | 18 %       | 1.06            | 0.84              |
| Total                 | Total  | Total                    | 190      | 30 %        | 31 %      | 39 %       | 1.06            | 1.41              |

## Palmarés

### Jugador

#### Competiciones nacionales italianas
- Serie C2: 1 con el S.S.D. Vis Pesaro 1898
  - Temporada: 1986-87
- Campeonatos regionales: 1 con el S.S.D. Vis Pesaro 1898
  - Temporada: 1985-86

#### Competiciones intencionales
- Copa de la Liga anglo-italiana: 1 con el Modena Football Club
  - Año: 1982

### Entrenador
- Liguilla Serie A Italia: 1 con el Calcio Padova.
  - Temporada: 1995-96